# Kärrliljesläktet
Kärrliljesläktet (Tofieldia) är ett växtsläkte med cirka 12 arter i familjen kärrliljeväxter. De har en nordligt cirkumboreal utbredning. I Sverige förekommer två arter, björnbrodd (T. pusilla) och kärrlilja (T. calyculata). De flesta arterna är mycket anspråkslösa och de förekommer endast sällan som trädgårdsväxter.
Kärrliljesläktet estår av fleråriga örter med krypande jordstam. Basalbladen vänder kanten mot den kala eller klibbhåriga stjälken. Blommorna sitter i en klase. Svepebladen är treflikade, de sitter vid basen av blomskaftet eller direkt under kalkbladen. Kalkbladen är sex, fria. Ståndarna är sex. Stiften tre. Frukten är en kapsel. Fröna har ibland bihang.
Ibland skiljs arterna med klibbig stjälk och frön med bihang ut och bildar släktet Triantha.
Släktnamnet hedrar den engelska botanikern Thomas Tofield (1730–1779).

### Webbkällor
- Svensk Kulturväxtdatabas
- Flora of North America - Tofieldia